# Medzirozsutce

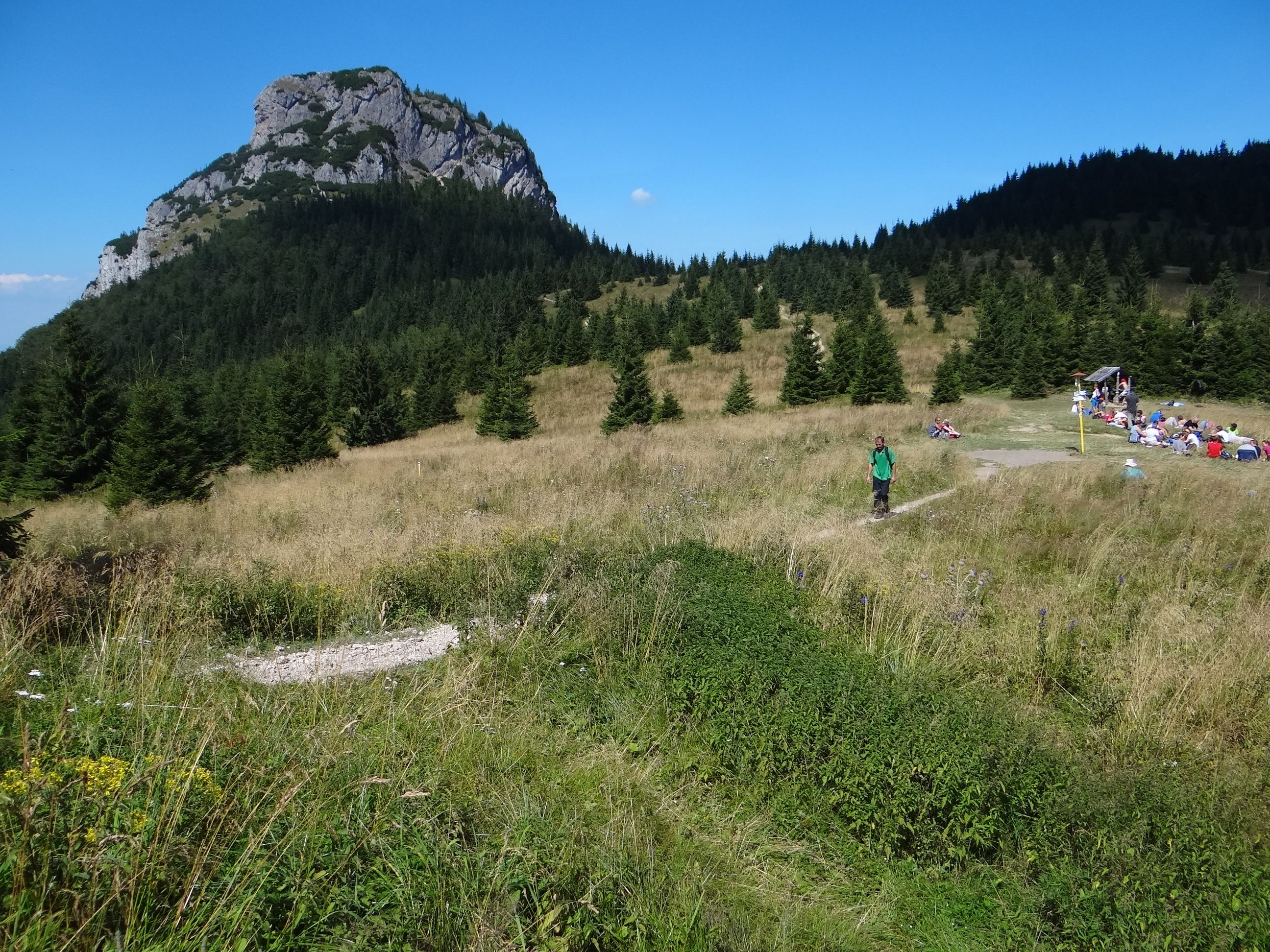
Medzirozsutce i widok na Małego Rozsutca

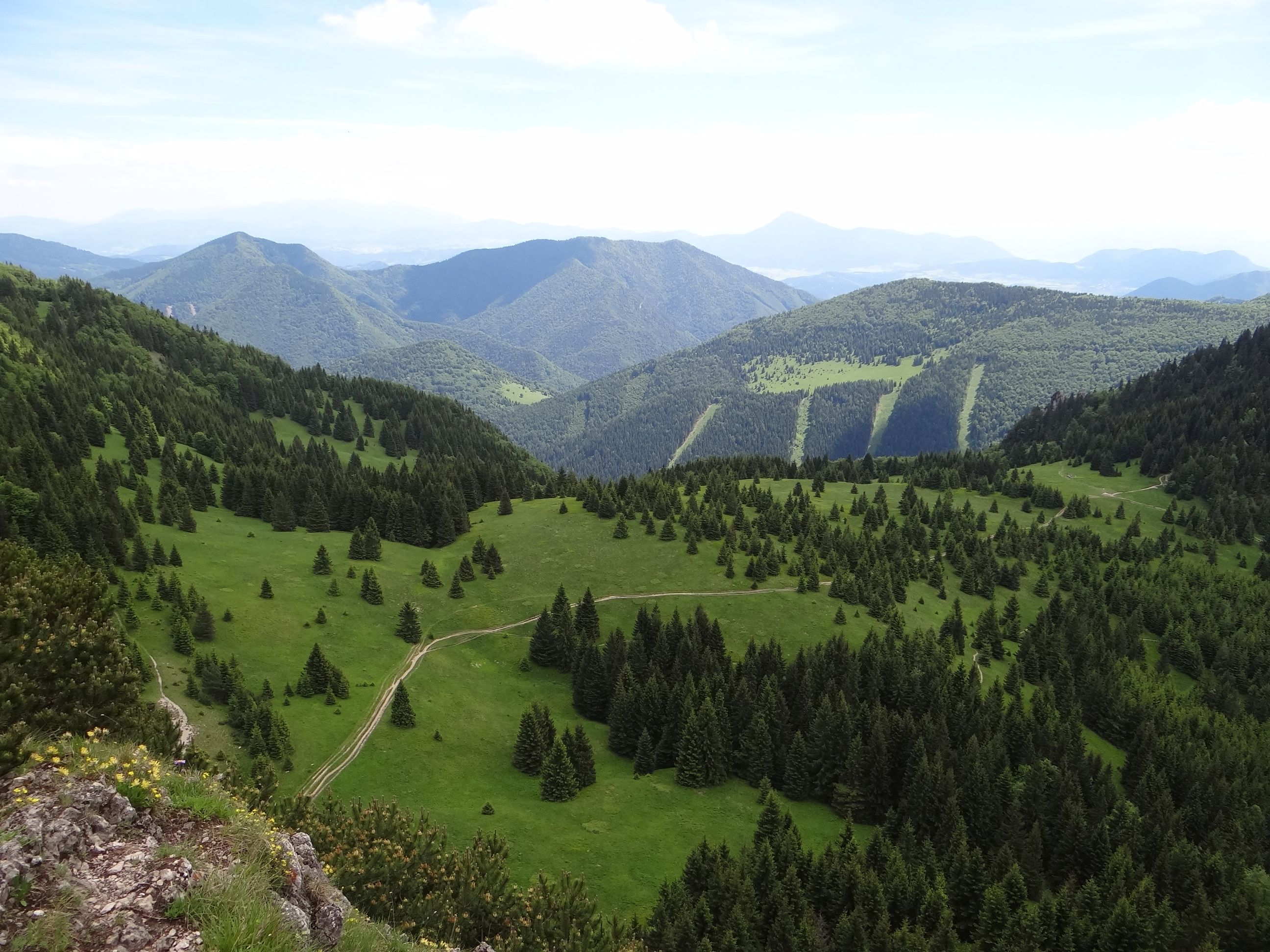
Widok na Medzirozsutce z Małego Rozsutca

Medzirozsutce (1200 m) – szeroka przełęcz we wschodniej (tzw. Krywańskiej) części Małej Fatry na Słowacji, na terenie Parku Narodowego Mała Fatra.
Leży w głównym grzbiecie tej części Małej Fatry, biegnącym tu na północ w kierunku przełęczy Rovná hora. Oddziela rozległy masyw Wielkiego Rozsutca na południu od Małego Rozsutca na północy. Wschodnie stoki przełęczy opadają ku dolinie potoku Biela, uchodzącego do Zázrivki. Ze stoków zachodnich natomiast opada dolina Tesná rizňa. Jej dnem, a później przez Horné diery (Górne Diery) i Dolné diery (Dolne Diery) spływa Dierový potok, który uchodzi w Terchovej do Bielego potoku.
Przełęcz pokrywają dość rozległe łąki górskie, bogate w wiele gatunków roślin zielnych. Na skutek zaprzestania wypasu zarastają one coraz intensywniej łanami bórówki czarnej, a także kępami świerków.
Przełęcz jest ruchliwym punktem na mapie turystycznej Małej Fatry. Wyprowadza na nią 5 znakowanych szlaków turystycznych. Po stronie zachodniej, ok. 100 od łęku przełęczy, źródło wody.

## Szlaki turystyczne
Medzirozsutce – Pod Tanečnicou – Pod Palenicou – Vrchpodžiar. 1.35 h, ↓ 1.50 h
  Medzirozsutce – Zákres – Mały Rozsutec – Podrozsutec – Biely potok. 2 h, ↓ 2.30 h
 Medzirozsutce –  Pod Tanečnicou – Tesná rizňa – Pod Palenicou – Horné diery – Podžiar – Dolné diery – Biely potok. 2.30 h, ↓ 2 h
 Medzirozsutce – Pod Rozsutcom – Osnica – Strungový príslop – Párnica. 4.45 h, ↓ 5.15 h
  Medzirozsutce – Wielki Rozsutec – Medziholie. 2.30 h, ↓ 2 h